# Siggevara

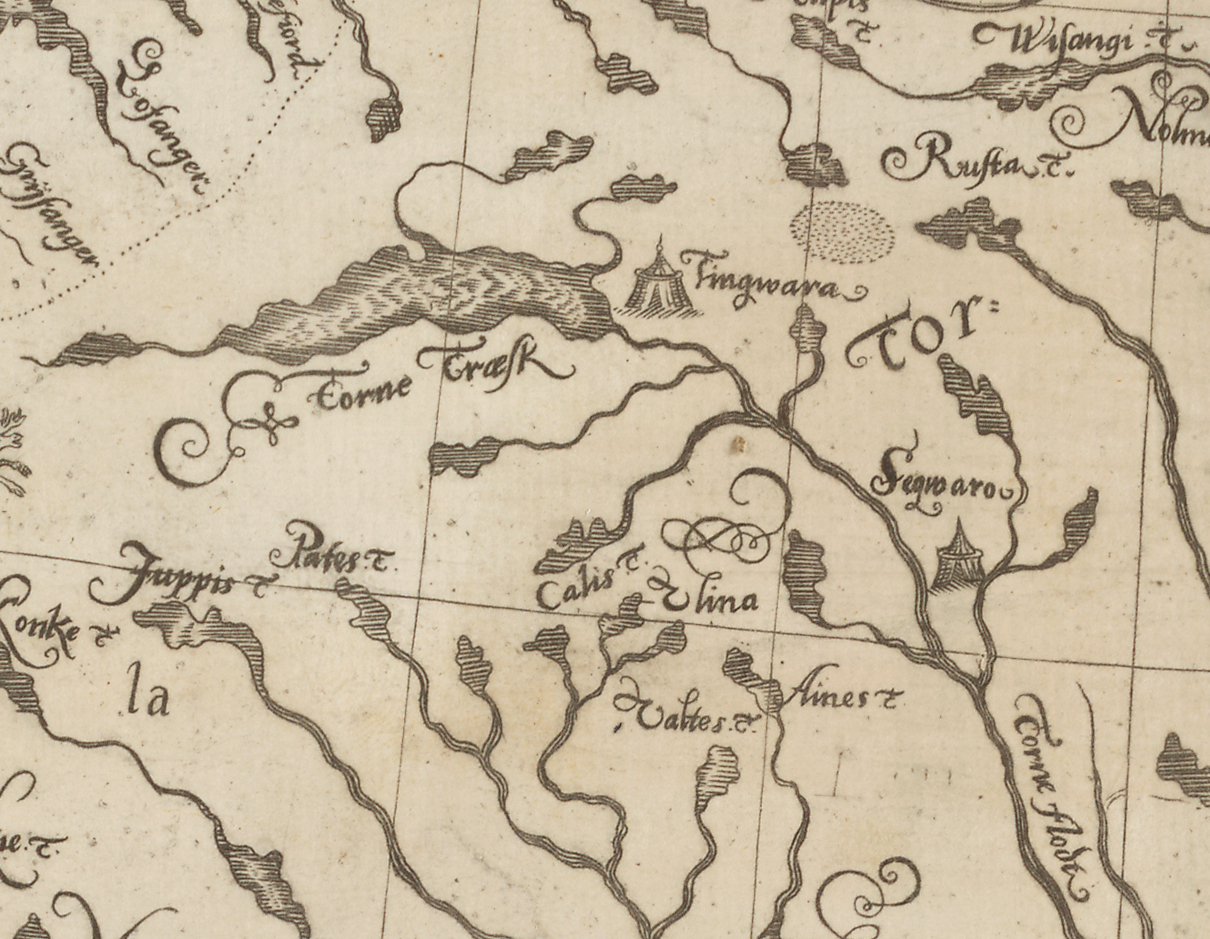
Siggevara (Segwara) markeras på Anders Bures karta från 1626 på en plats norr om Torneälven, kanske vid Vittangiälvens utflöde.

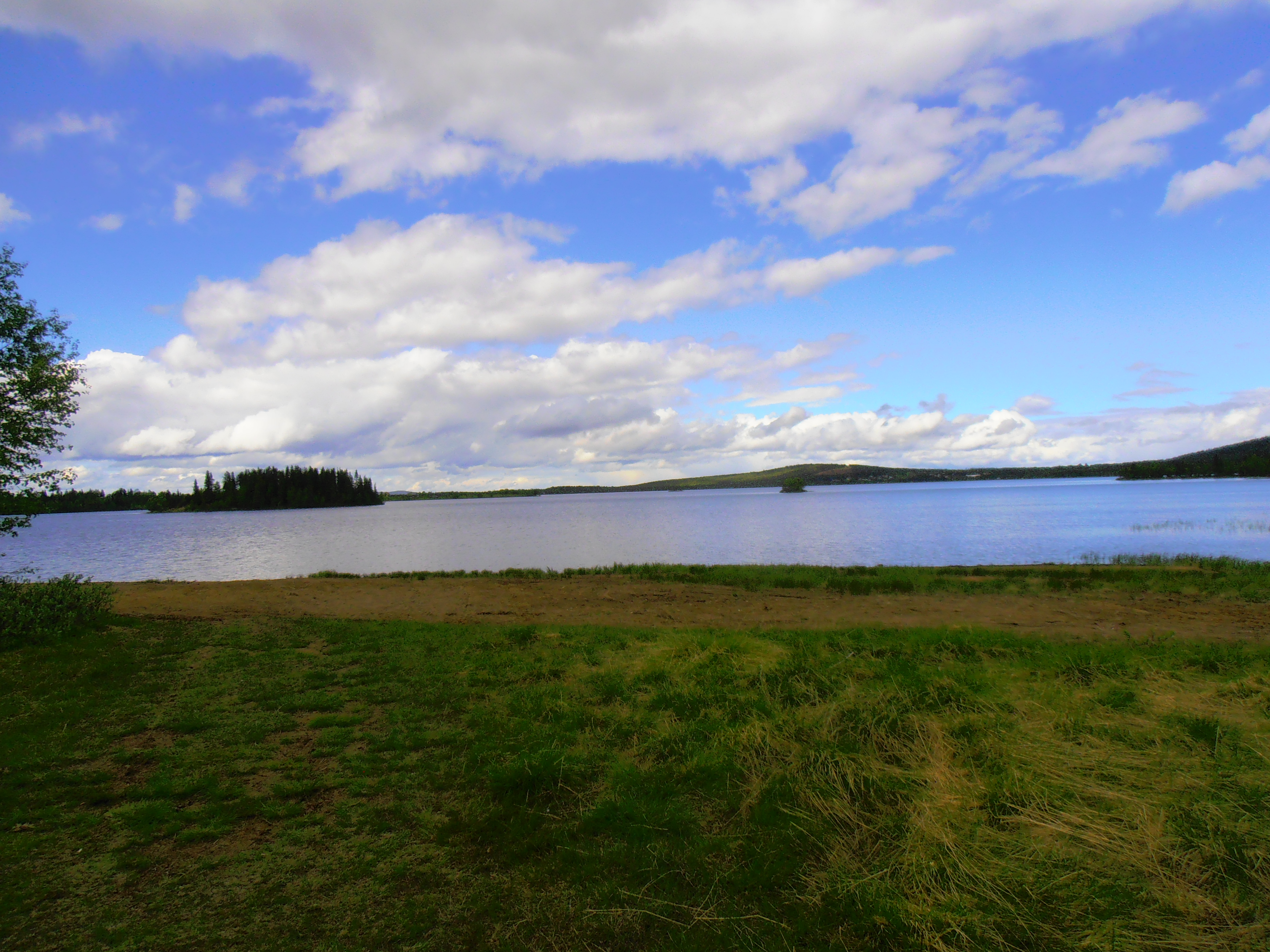
En av de sjöar som Siggevaraborna skattade för på 1500-talet var Soutujärvi.

Siggevara, även kallad Siggevare, Segevare eller Lulebyn, 
var en historisk lappby i Jukkasjärvi socken i Torne lappmark. Byn nämns i källor från och med mitten av 1500-talet. Dess område omfattade då den östra delen av den blivande Jukkasjärvi socken och byn anses därför ha varit en skogssameby. I början av 1700-talet utvecklades Siggevara till en fjällsameby varvid byområdet fick en mer långsmal form, från fjällen till skogslandet i södra delen av Jukkasjärvi socken. Under 1700-talet delades byn upp i Rautasvuoma och Kaalasvuoma, idag motsvarande samebyarna Gabna och Laevas.

## Etymologi
Namnet Siggevara eller Seggevara kan avse byns vinterboplats. Kanske syftar det på berget Sekkuvaara vid Sekkujärvi ungefär 40 km nordost om Kiruna. Det kan också tänkas att namnet avser "Särkirova", beläget omkring en halvmil nordnordväst om Svappavaara. Ett stöd för den senare tolkningen återfinns hos Simon von Salinghen, som 1598 skrev att Siggevara låg en liten dagsresa sydost om Tingevara, vilket stämmer bättre med detta berg.
Ett annat namn för Siggevarabyn var Luleby eller Lulakyla, vilket betyder Österbyn eller Nederbyn (kyla kommer från det finska kylä, som betyder by).

## 1500-talet
Siggevara nämns i historiska källor för första gången 1553, då under namnet Södhra Lulakyla. Dess område omfattade då den östra delen av vad som sedermera blev Jukkasjärvi socken, det vill säga den sydöstra delen av Kiruna kommun. Byområdet sträckte sig från Kaitumälven i söder till en bit norr om Lainioälven i norr samt i väster ungefär till barrskogsgränsen. Eftersom Siggevaras område låg i skogslandet anses den ha varit en skogssameby. Byns invånare skattade för följande sjöar under 1500-talet: 
| - Paittasjärvi - Holmajärvi - Kaalasjärvi - Lappeasuanto - Piilijärvi - Soutujärvi - Vettasjärvi - Jukkasjärvi - Sautusjärvi - Ainasjärvi - Saittajärvi - Sevujärvi | - Vittangijärvi - Rienakkajärvi - Sekkujärvi - Vittangisuanto, det vill säga Torneälvens sel vid Vittangi - Kuoksusuanto, det vill säga Torneälvens sel vid Kuoksu - Kurrakkajärvi - Vuoksujärvi - Jorvajärvi - Kuormakkajärvi - Jokujärvi - Pasmajärvi - Vaikkojärvi |

Förutom av fiske levde samerna i Siggevara på 1500-talet troligen i stor utsträckning av jakt. Under slutet av 1500-talet betalade de skatt till kronan huvudsakligen med ekorrskinn, men även med skinn av räv, mård, utter och fjällräv samt ibland järv, varg eller björn. Renskötsel utövades också, och byn hade förmodligen en hjord på ett par hundra renar.

## 1600-talet
År 1606 fattade Karl IX beslut om att anlägga en kyrk- och marknadsplats i Enontekis (Markkina) för alla lappbyar i Torne lappmark. Dit var det emellertid långt att fara från såväl Siggevara som från Tingevara, som var den andra stora byn på den nuvarande svenska sidan. Dessa båda byar fick därför tillstånd att på egen bekostnad bygga sig ett kapell vid Simojärvi dit de skulle komma för gudstjänster och begravningar sommartid. Vintertid skulle de dock bege sig till Enontekis. Kyrkplatsen vid Simojärvi utvecklades snart till en egen marknadsplats med namnet Jukkasjärvi.
När den första någorlunda heltäckande jordeboken upprättades över de svenska lappmarkerna 1695 fanns i Siggevara 60 skattebetalare. De uppgavs nyttja följande skatteland: Sutawoina, Rautiswoma (jämför Rautasjaure), Lajnjo, Sackawonia (Sekkuvuoma?), Kallisjerfwi, Peraskasswara, Wiacka, Nittiniara, Kurackawoina (jämför Kurrakkajärvi), Uhlat Wittenarautonemo, Luspajerfwi, Rajtsworo, Wietrajs, Katisoma, Wiattongessoma, Nittinefwa, Taborsberg (nybygge), Kallaswoma, Wiattajerfwa, Pirtiswoma, Wiittingewoma, Pilliwoma, Wioddarwoma, Kajtome, Luspatejnae, Wittange, Rittiswoma, Pittetesmaswoma, Kuttiswoma, Santisjärfwi och Wiittangjärf. 

## 1700-talet
Bynamnet Siggevara återfinns i skattelängderna under hela 1700-talet. En genomgripande förändring av näringslivet skedde dock vid 1700-talets början. Renskötseln expanderade och de skogar i östra delen av Jukkasjärvi socken som tidigare varit skogssamernas åretruntmarker blev nu huvudsakligen vinterbetesmarker. Somrarna tillbringades i ökande utsträckning på kalfjället eller vid norska kusten. Skogssamerna hade blivit helnomadiserande fjällsamer och det tidigare ganska rundade byområdet hade fått en långsmal form. Byn nyttjade nu området mellan Torneälven i norr och Kalixälven i söder.
Under Siggevara nämns i skattelängderna från och med 1710 Rautisvuoma och Calixvuoma byar. Det gamla namnet Siggevara försvann så småningom, medan Rautasvuoma och Kaalasvuoma levde vidare som självständiga byar. Rautasvuoma kom då att utnyttja den norra delen av området mellan Torneälven och Kalixälven, medan Kaalasvuoma nyttjade den södra.
Enligt ett tingsprotokoll från 1754 tillbringade en tredjedel av Siggevarabyn då somrarna vid den norska Ofotfjorden, närmare bestämt vid fjordarmarna Ossma och Rombaken.

## Nutid
Byarna Rautasvuoma och Kaalasvuoma finns kvar som fjällsamebyar men heter sedan slutet av 1900-talet Gabna sameby och Laevas sameby.